# Caroline
Caroline er et pigenavn, der er afledt af drengenavnet Karl. Navnet findes også i varianter som Karoline, Carolina, Karolina, Carola, Karola, Carol og  Carole. I Danmark bærer næsten 13.500 personer et af disse navne ifølge Danmarks Statistik

## Kendte personer med navnet

### Kongelige personer
- Caroline Mathilde, dansk dronning til Christian 7.
- Caroline Amalie, dansk dronning til Christian 8.
- Caroline, dansk arveprinsesse.
- Caroline-Mathilde, dansk arveprinsesse.
- Vilhelmine Caroline, dansk prinsesse.
- Louise Karoline af Hessen-Kassel, tysk prinsesse og mor til Christian 9. af Danmark.
- Caroline, monageskansk prinsesse.

### Øvrige
- Caroline Søeborg Ahlefeldt-Laurvig-Bille, dansk direktør, foredragsholder og grevinde.
- Caroline Boserup, dansk journalist og studievært.
- Caroline Halle, dansk operasanger og skuespiller.
- Caroline Henderson, dansk sanger.
- Carola Häggkvist, svensk sanger.
- Carole King, amerikansk sanger, musiker og sangskriver.
- Carole Lombard, amerikansk skuespiller.
- Caroline Seufert, dansk elskerinde til Frederik 6.
- Caroline Wozniacki, dansk tennisspiller.

## Anvendelse i fiktion
- "Sweet Caroline" er titlen på en sang af Neil Diamond.
- "Caroline" er titlen på en sang af og med Status Quo.

## Andre anvendelser
- North Carolina og South Carolina er to stater i USA.
- Karolines Køkken er et udviklingskøkken for Arla Foods symboliseret ved Karolinekoen.